# Дейкграф, Роберт
Роберт Дейкграф (нидерл. Robbert Dijkgraaf; род. 24 января 1960, Нидерланды) — нидерландско-американский математический физик и популяризатор науки, специалист по теории струн. Доктор философии (1989), заслуженный Университетский профессор Амстердамского университета (с 2005), в котором преподаёт с 1992 года, в 2008—2012 годах президент Нидерландской королевской академии наук, с 2012 года директор Института перспективных исследований в Принстоне; член Американского философского общества (2013) и Американской академии искусств и наук. Лауреат премии Спинозы (2003). С 2014 года также президент InterAcademy Partnership. С 10 января 2022 по 2 июля 2024 года — министр образования, культуры и науки Нидерландов в кабинете Рютте IV.
В Утрехтском университете изучал физику и математику, в особенности теоретическую физику, и получил степени бакалавра (1982), магистра теоретической физики cum laude (1986), доктора философии cum laude (1989), его научным руководителем был Герард 'т Хоофт, впоследствии нобелевский лауреат. В 1989—1991 годах исследовательский ассоциат в Принстоне. С 1992 года преподаватель Амстердамского университета, с 2005 года его заслуженный Университетский профессор математической физики. В 2009—2017 годах сопредседатель InterAcademy Council. Также является именным профессором (Leon Levy Professor) Института перспективных исследований. Первый удостоенный Iris Medal for Excellent Science Communication (в 2019). Почётный доктор нескольких университетов, в частности Лейденского университета (2018).
Кавалер ордена Нидерландского льва (2012).